# نشریه خواهر
در نشریات علمی، یک نشریهٔ خواهر یا نشریه ی همکار، یک نشریه ی جدیدتر دانشگاهی است که با یک مجله قدیمی تر و شناخته شده تر در زمینه مشابهی همکاری می‌کند.